# Pellaea calomelanos
Pellaea calomelanos  là một loài thực vật có mạch trong họ Adiantaceae. Loài này được (Sw.) Link miêu tả khoa học đầu tiên năm 1841.